# Ommata cribripennis
Ommata cribripennis là một loài bọ cánh cứng trong họ Cerambycidae.